# Ismaïl Seydi
Ismaïl Seydi (* 15. Juli 2001) ist ein französischer Fußballspieler.

## Karriere
Seydi begann seine Karriere beim Toulouse MFC. Zur Saison 2021/22 wechselte er zur AS Portet CR. Zur Saison 2022/23 wechselte er zum österreichischen Regionalligisten FC Mauerwerk. Für Mauerwerk kam er insgesamt zu 22 Einsätzen in der Regionalliga Ost, in denen er siebenmal traf. Zur Saison 2023/24 schloss er sich dem Ligakonkurrenten SK Rapid Wien II an.
Nach 15 Einsätzen für Rapids Amateure stand er im März 2024 gegen den SK Austria Klagenfurt auch erstmals im Profikader der Wiener. Sein Debüt in der Bundesliga gab er anschließend im selben Monat, als er am 23. Spieltag jener Saison gegen den LASK in der 67. Minute für Isak Jansson eingewechselt wurde.
Nach sieben Bundesligaeinsätzen für Rapid wechselte Seydi im August 2025 leihweise nach Portugal zu Zweitligist SC União Torreense.